# Amer Đidić
Amer Đidić (ur. 28 grudnia 1994 w Zenicy) – kanadyjski piłkarz pochodzenia bośniackiego występujący na pozycji środkowego obrońcy, reprezentant kraju, obecnie zawodnik Pacific.